# Myggtjärnen (Grangärde socken, Dalarna)
Myggtjärnen är en sjö i Ludvika kommun i Dalarna och ingår i Norrströms huvudavrinningsområde.